# Negritos

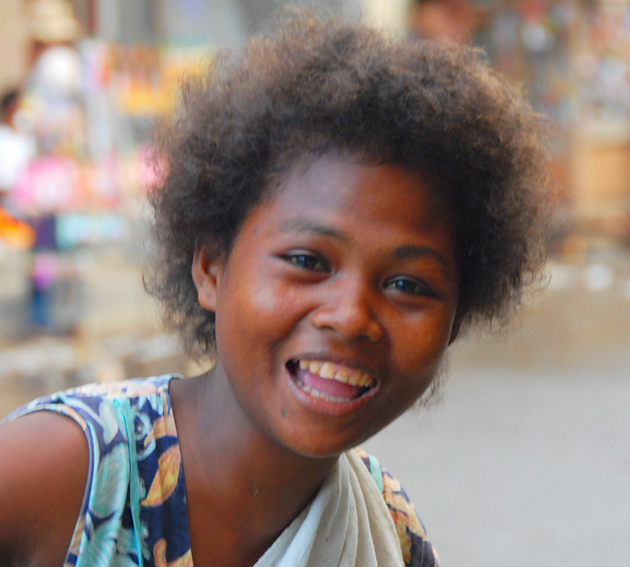
Frau der „Negrito“-Ethnie der Ati auf Panay, Philippinen

Negritos (Diminutiv Plural von span. negro „schwarz“ bzw. „Schwarzer“) ist eine Sammelbezeichnung für mehrere dunkelhäutige, kraushaarige und kleinwüchsige Ethnien in Süd- und Südostasien. Die ethnologisch unscharfe Bezeichnung Negrito, die der philippinischen Insel Negros den Namen gegeben hat, leitet sich vom spanischen Wort negro („schwarz“) ab.
Meist werden folgende Ethnien als Negritos bezeichnet:
- die Urbevölkerung der Andamanen, die Andamaner oder Andamanide, zu denen die Onge, Jarawa, Sentinelesen und Groß-Andamaner gehören,
- ungefähr 25 Völker auf den Philippinen, darunter die Aeta und Ati,
- die Semang und Senoi auf der malaiischen Halbinsel und
- die Mani im Süden Thailands.

## Sprachen
Die Negritos auf der malaiischen Halbinsel und den Philippinen sprechen heute austronesische Sprachen, die sich deutlich von denen der benachbarten Bevölkerungsmehrheiten unterscheiden. Die Volksgruppen auf den Andamanen sprechen andamanische Sprachen, die untereinander, aber mit keiner anderen Sprache verwandt sind.

## Herkunft, Geschichte und Verwandtschaft

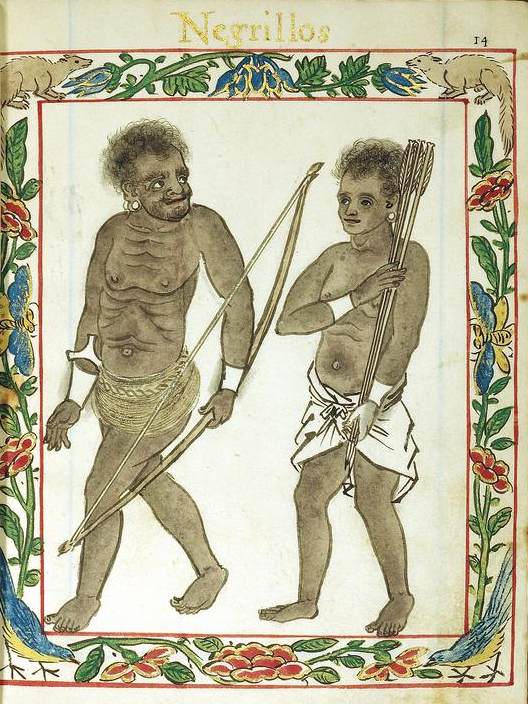
Zwei Negritos, entnommen dem Boxer Kodex, 16. Jahrhundert

Manchen Ethnologen gelten die Negrito-Ethnien als Restvölker, die von der Urbevölkerung der Region abstammen. Sie bewohnten demnach ursprünglich große Teile Südostasiens und seien auch mit den Vorfahren derer verwandt, die vor etwa 40.000 Jahren über Indonesien nach Neuguinea und Australien vordrangen und zu den heutigen Papua und Aborigines wurden. Durch die Einwanderung Landwirtschaft betreibender Tai-Kadai-, austroasiatischer, austronesischer und  Hmong-Mien-Völker aus dem heutigen Südchina seien sie bis auf die kleinen Gebiete zurückgedrängt worden, die sie heute bewohnen.
Die Volksgruppe der Saisiyat auf Taiwan feiert alle zwei Jahre ein Fest zu Ehren der „kleinen schwarzen Menschen“, die einst dort gelebt haben sollen. Damit sollen Negritos als mutmaßliche frühe Bewohner Taiwans geehrt werden. Die Saisiyat glauben, an deren Stelle getreten zu sein, nachdem sie die letzten Negritos getötet hätten. Das kulturelle Gedächtnis der Saisiyat wurde als Hinweis auf eine mögliche frühere Existenz von Negritos auf der Insel gewertet.
In der Vergangenheit wurden Negrito-Volksgruppen bisweilen Opfer von Sklavenjägern. So fingen Piraten Bewohner der Andamanen als Sklaven. An burmesischen, indischen, malaiischen, indonesischen und thailändischen Höfen gab es „kleine schwarze Sklaven“, von denen zumindest manche andamanesische Negritos waren. Auch die Semang und andere als Ureinwohner (Orang Asli) betrachtete Gruppen auf der malaiischen Halbinsel wurden im 18. und 19. Jahrhundert Ziel von malaiischen und Batak-Sklavenjägern.
Aufgrund ihrer äußerlichen Ähnlichkeit mit den Bewohnern Subsahara-Afrikas wurden sie früher teilweise zur negriden „Großrasse“ gezählt. Das Konstrukt der „Menschenrassen“ gilt aber heute als wissenschaftlich überholt. Wegen ihrer geringen Körpergröße wurde insbesondere von manchen eine Verbindung zu afrikanischen Pygmäen postuliert, die aber angesichts der geographischen Entfernung unwahrscheinlich erscheint. Genetische Untersuchungen zeigten bei den Ayta Magbukon, einer Negrito-Volksgruppe auf den Philippinen, den höchsten bekannten Anteil an Erbgut von Denisova-Menschen.
Genetische Untersuchungen von zehn Individuen der Andamanen zeigen Ähnlichkeiten mit Haplogruppen, die in Südostasien und Indien verbreitet sind, jedoch sind die meisten neue Varianten. Dies deutet darauf hin, dass die Bevölkerungsgruppen sich sehr früh von der asiatischen Bevölkerung trennten. Alle Individuen haben die Haplogruppe M (mtDNA), die in Asien entstanden ist, und die meisten tragen Haplogruppe Q (Y-DNA), die auf eine Abspaltung in Asien und nicht in Afrika hinweisen. Die Untergruppe M von Q findet sich noch bei den Ureinwohnern in Papua-Neuguinea. Da es auf den Andamanen keine Kulturzeugnisse älter als 2000 Jahre gibt und die Haplogruppen schon vor 20.000 Jahren entstanden sein können, lässt sich der Moment der Abspaltung nicht genauer eingrenzen.